# Cyprinodon salvadori
Cyprinodon salvadori är en fiskart som beskrevs av Lozano-vilano 2002. Cyprinodon salvadori ingår i släktet Cyprinodon och familjen Cyprinodontidae. Inga underarter finns listade i Catalogue of Life.